# Combat de Louvigné-du-Désert
Chouannerie
Batailles
Le combat de Louvigné-du-Désert a lieu le 19 juillet 1795, pendant la Chouannerie.

## Prélude
Situé sur une hauteur fermant la route entre la Normandie et la Bretagne, la commune de Louvigné-du-Désert demeure un bastion républicain à proximité de nombreuses communes tenues par les chouans. Pour se défendre des incursions royalistes, les patriotes fortifient le cimetière qui entoure l'église en y établissant de véritables retranchements. Le clocher de l'église, en forme de tour carrée, permet également aux républicains de surveiller aisément les environs. 

## Forces en présence
La garnison de Louvigné-du-Désert est placée sous le commandement de Flossel-Lamarre, lieutenant de la 8e compagnie du 3e bataillon de la demi-brigade d'infanterie légère. D'après le rapport de l'administration de la commune de Louvigné-du-Désert, consigné dans le registre des délibérations du conseil municipal, le combat oppose 400 à 500 chouans à 55 soldats commandés par le lieutenant Flossel-Lamarre et le sous-lieutenant François Enquebec,. 
Dans ses mémoires, Toussaint du Breil de Pontbriand précise que les chouans sont menés par Aimé Picquet du Boisguy,. Il estime la force des républicains à 150 hommes, sans compter les renforts,,. Les administrateurs notent également la présence parmi les chouans du capitaine Heurtier, passé de l'avant-veille des républicains aux royalistes.

## Déroulement
Dans ses mémoires, l'officier chouan Toussaint du Breil de Pontbriand place le combat à la date du 10 juillet 1795,,. Cependant, le rapport des administrateurs de Louvigné-du-Désert donne la date du 1er thermidor de l'an III, soit le 19 juillet 1795,,.
Ce jour-là, à dix heures et demie du matin, le lieutenant Flossel-Lamarre charge le sous-lieutenant François Enquebec de prendre la tête d'un détachement de 25 hommes et d'aller apporter des secours à la commune de Saint-Georges-de-Reintembault, située à une dizaine de kilomètres à l'ouest,. Cependant, à trois heures de l'après-midi, le détachement est attaqué par les chouans près du bourg de Mellé,. Le bruit de la fusillade se fait entendre jusqu'à Louvigné et le tocsin retentit pour rassembler la population,. Le lieutenant Flossel-Lamarre forme un détachement de 30 hommes, dont huit de la garde de Louvigné, et se porte aux secours des hommes d'Enquebec,. Pendant ce temps, le reste de la garnison et les habitants du bourg se refugient dans l'église fortifiée,. 
Entre Mellé et Louvigné, les deux détachements sont dispersés et mis en déroute les uns après les autres,. La plupart des républicains prennent la fuite et refluent en désordre vers Louvigné,. D'autres se cachent au milieu des champs de seigles,. Alertée par les fuyards, la municipalité envoie alors deux express demander des renforts à Saint-Hilaire-du-Harcouët, situé à douze kilomètres au nord,.  Mais malgré les craintes des patriotes, les chouans ne lancent pas d'attaque contre le bourg de Louvigné,. Un secours de 60 hommes de la garnison de Saint-Hilaire arrive à Louvigné à 9 heures et demie du soir et retourne le lendemain à son cantonnement,.

## Pertes
L'administration de Louvigné-du-Désert fait état de 25 hommes manquants. Elle rapporte que cinq cadavres sont retrouvés au lendemain du combat, entre les lieux de Pierrelée et de Galaiserie,,. Parmi les corps, figure le lieutenant Flossel-Lamarre, le commandant du cantonnement, qui est découvert avec les oreilles coupées,. 
Les administrateurs de Louvigné rapportent également qu'un volontaire du 7e bataillon de la Charente est parvenu à s'échapper et à rejoindre les républicains alors qu'il était retenu prisonnier par les chouans depuis trois semaines,.
L'officier chouan Toussaint du Breil de Pontbriand affirme quant à lui que 22 républicains sont tués dans cette action, dont leur capitaine « pris et fusillé »,,.